# Serial Rapist
Serial rapist è un film del 1978, diretto da Kōji Wakamatsu. Il titolo originale è traducibile come "L'uomo violento che uccise 13 persone". Appartiene al genere pinku eiga.

## Trama
Armato di pistola, un ragazzo grasso e taciturno, amante della musica jazz, si sposta in bicicletta da una zona all'altra della città per violentare giovani ragazze, per poi infine ucciderle. Dopo l'ennesima vittima, la polizia pone la massima allerta, annunciando di essere ormai vicina all'arresto del serial killer. Il protagonista però, incurante dell'imminente cattura, continua a mietere vittime, finché non incontra una ragazza non vedente, di cui si innamora. Ma poche ore dopo averla conosciuta, il killer viene individuato dalla polizia e cade sotto i colpi delle forze dell'ordine.